# ويليام واتسون بيرد
ويليام واتسون بيرد (بالإنجليزية: William Watson Bird)‏ هو لغوي نيوزيلندي، ولد في 8 فبراير 1870، وتوفي في 11 نوفمبر 1954.